# Bieria jezik
Bieria jezik (bieri, vovo, wowo; ISO 639-3: brj), gotovo izumrli jezik podskupine bieria-maii, šire skupine epi, kojim još govori 25 ljudi na malenom području na jugu otoka Epi u Vanuatuu. Postoje dva dijalekta bieria i vovo (wowo) koje Wurm i Hattori (1981) tretiraju kao dva posebna jezika.
Govornici se služe i jezikom baki [bki]. Pismo: latinica.

## Vanjske poveznice
- Ethnologue (14th)
- Ethnologue (15th)